# Machaerium parvifolium
Machaerium parvifolium är en ärtväxtart som beskrevs av Velva Elaine Rudd. Machaerium parvifolium ingår i släktet Machaerium och familjen ärtväxter. Inga underarter finns listade i Catalogue of Life.